# Список ракетных двигателей КБХА
Список содержит перечень ракетных двигателей разработки ОАО «Конструкторское бюро химавтоматики» (КБХА)
| Двигатель        | Конструкция                                                          | Разработка       | Начало ЛИ        | Примечание                                                                      |
| ЖРД боевых ракет | ЖРД боевых ракет                                                     | ЖРД боевых ракет | ЖРД боевых ракет | ЖРД боевых ракет                                                                |
| ---------------- | -------------------------------------------------------------------- | ---------------- | ---------------- | ------------------------------------------------------------------------------- |
| РД0106           | четырехкамерный ЖРД, выполнен по открытой схеме                      | 1959-1962        | 9 апреля 1961    | Двигатель второй ступени МБР Р-9А                                               |
| РД0200           | ЖРД открытой схемы с возможностью десятикратного регулировании тяги. | 1957-1962        | май 1959         | Маршевый двигатель ЗУР 5В11 комплекса «Даль»                                    |
| РД0203           | ЖРД по схеме с дожиганием окислительного газогенераторного газа      | 1961-1964        | 5 ноября 1963    | Маршевый двигатель первой ступени МБР УР-200                                    |
| РД0204           | ЖРД по схеме с дожиганием окислительного газогенераторного газа      | 1961-1964        | 5 ноября 1963    | Рулевой двигатель первой ступени МБР УР-200                                     |
| РД0205           | состоит из одного РД0206 и четырёх РД0207                            | 1961-1964        | 5 ноября 1963    | Двигательной блок второй ступени МБР УР-200                                     |
| РД0206           | ЖРД по схеме с дожиганием окислительного газогенераторного газа      | 1961-1964        | 5 ноября 1963    | Маршевый двигатель в составе двигательного блока РД0206 для МБР УР-200          |
| РД0207           | ЖРД открытой схемы                                                   | 1961-1964        | 5 ноября 1963    | Рулевой двигатель в составе двигательного блока РД0206 для МБР УР-200           |
| РД0216           | ЖРД по схеме с дожиганием окислительного газогенераторного газа      | 1963-1966        | 19 апреля 1965   | Маршевый двигатель первой ступени МБР РС-10                                     |
| РД0217           | ЖРД по схеме с дожиганием окислительного газогенераторного газа      | 1963-1966        | 19 апреля 1965   | Рулевой двигатель первой ступени МБР РС-10                                      |
| РД0228           | состоит из одного РД0229 и четырёх РД0230                            | 1967-1974        | 21 февраля 1973  | Двигательный блок второй ступени МБР РС-20А и РС-20Б                            |
| РД0229           | ЖРД по схеме с дожиганием окислительного газогенераторного газа      | 1967-1974        | 21 февраля 1973  | Маршевый двигатель в составе двигательного блока РД0228 для МБР РС-20А и РС-20Б |
| РД0230           | ЖРД открытой схемы                                                   | 1967-1974        | 21 февраля 1973  | Рулевой двигатель в составе двигательного блока РД0228 для МБР РС-20А и РС-20Б  |
| РД0255           | состоит из одного РД0256 и четырёх РД0257                            | 1983-1987        | 21 марта 1986    | Двигательный блок второй ступени МБР РС-20В                                     |
| РД0256           | ЖРД по схеме с дожиганием окислительного газогенераторного газа      | 1983-1987        | 21 марта 1986    | Маршевый двигатель в составе двигательного блока РД0255 для МБР РС-20В          |
| РД0257           | ЖРД открытой схемы                                                   | 1983-1987        | 21 марта 1986    | Рулевой двигатель в составе двигательного блока РД0255 для МБР РС-20В           |
| РД0233           | ЖРД по схеме с дожиганием окислительного газогенераторного газа      | 1969-1974        | 9 апреля 1973    | Маршевый двигатель первой ступени МБР РС-18                                     |
| РД0234           | ЖРД по схеме с дожиганием окислительного газогенераторного газа      | 1969-1974        | 9 апреля 1973    | Рулевой двигатель первой ступени МБР РС-18                                      |
| РД0235           | ЖРД по схеме с дожиганием окислительного газогенераторного газа      | 1969-1974        | 9 апреля 1973    | Маршевый двигатель второй ступени МБР РС-18                                     |
| РД0236           | ЖРД открытой схемы                                                   | 1969-1974        | 9 апреля 1973    | Рулевой двигатель второй ступени МБР РС-18                                      |
| РД0237           | ЖРД открытой схемы                                                   | 1969-1974        | 9 апреля 1973    | Двигатель третьей ступени МБР РС-18                                             |
| РД0242           | ЖРД по схеме с дожиганием окислительного газогенераторного газа      | 1977-1988        | 20 мая 1980      | Двигатель разгонной ступени КР Гром П-750 (Метеорит-М) Индекс ГРАУ 3М25         |
| РД0243           | Состоит из одного РД0244 и четырёх РД0245                            | 1977-1985        | 27 декабря 1981  | Двигательный блок первой ступени БРПЛ РСМ-54                                    |
| РД0244           | ЖРД по схеме с дожиганием окислительного газогенераторного газа      | 1977-1985        | 27 декабря 1981  | Маршевый двигатель в составе двигательного блока РД0243 для БРПЛ РСМ-54         |
| РД0245           | ЖРД по схеме с дожиганием окислительного газогенераторного газа      | 1977-1985        | 27 декабря 1981  | Рулевой двигатель в составе двигательного блока РД0243 для БРПЛ РСМ-54          |